# Gilbert Brutus
Pour les articles homonymes, voir Brutus.

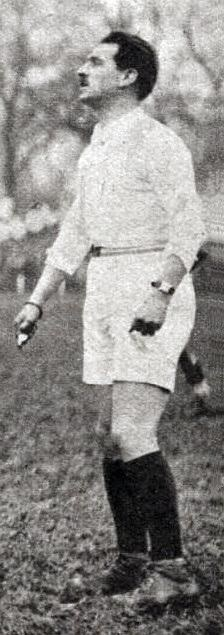
Gilbert Brutus, arbitre en février 1930.

Gilbert Brutus, né le 2 août 1887 à Port-Vendres (Pyrénées-Orientales) et mort le 7 mars 1944  à Perpignan (Pyrénées-Orientales), est un joueur, dirigeant, entraîneur et arbitre français de rugby à XV, homme politique et résistant.
Grande figure du rugby catalan et languedocien dans l'entre-deux-guerres, conseiller municipal de Perpignan, il est un des résistants français de la première heure et meurt, après avoir été arrêté par l'occupant, des suites des tortures qui lui ont été infligées.

## Biographie
Gilbert Brutus naît en 1887 à Port-Vendres. Son père, Léon Brutus, est né en 1866 et est dessinateur employé aux Ponts-et-Chaussées. Plus tard Gilbert Brutus y devient lui-même employé. En 1911, il épouse Thérèse Estève et le couple a un fils.
Lors de la Première Guerre mondiale, Gilbert Brutus est observateur en ballon, ce qui consistait à observer le front depuis un aérostat pour communiquer des informations à l'artillerie. Plusieurs fois attaqué par l'aviation et l'artillerie allemande, il doit en 1918 sauter de son ballon en feu en parachute pour se sauver.
Après la mort de sa femme, Gilbert Brutus se remarie en 1922 avec Marie-Gabrielle Hourie, avec laquelle il n'eut pas d'enfant.

### Sa carrière sportive en rugby à XV
Joueur au poste de trois-quarts centre ou de troisième ligne, il débuta au Stade roussillonnais de Perpignan, joua au Stade toulousain lors de son service militaire, puis fut capitaine de l'Association sportive perpignanaise (ASP) championne de France de seconde série en 1911. Cette victoire permet au club de monter en première division. Il fut également joueur et fondateur du Stade olympien perpignanais (SOP) dont il fut aussi le capitaine l'équipe championne de France deuxième série en 1913.
Dirigeant, il participa au rapprochement-fusion entre ASP et SOP qui donna naissance en 1919 à l'Union sportive perpignanaise (USP) championne de France en 1925 et finaliste en 1924. Il fut aussi dirigeant de l’USAP.
Arbitre, il dirigea deux finales consécutives du Championnat de France de rugby, entre deux mêmes villes, Toulouse et Bayonne, en 1922 et 1923 et des matchs internationaux. Il devint sélectionneur et même président national du Comité des sélections durant les années 1930, en compagnie de Jules Cadenat.
Entraîneur, il dirigea notamment Joseph « Jep » Pascot à l'USP puis Jean Galia, Ernest Camo à l'US Quillan, qu'il mène à trois finales consécutives du championnat, en 1928, 1929 (victoire) et 1930. Il s'engage avec le  FC Grenoble lors de la saison 1938-1939, mais sa carrière est stoppée par la guerre.

### Engagement politique
Militant au parti républicain radical et radical socialiste, membre de la tendance Camille Pelletan, il eut des responsabilités municipales à Perpignan, où il fut élu conseiller municipal en 1919, réélu en 1925 et 1935 (ne s'étant pas présenté en 1929). Il soutint le Front populaire.
Franc-maçon, il était membre de la loge perpignanaise Saint-Jean des Arts de la Régularité (Grande Loge de France, GLDF), où il avait été initié le 16 mai 1925.
Durant la Seconde Guerre mondiale, il s'engagea dans la Résistance dès septembre 1940. Il dirigea divers groupes spécialisés dans l'émigration vers l'Espagne, le renseignement dans les Pyrénées-Orientales, et fut arrêté une première fois au début de l’année 1942 pour être transféré à la prison de Montpellier, d'où il fut relâché.
Membre de l'Armée secrète du général Delestraint, il fut dénoncé et arrêté une seconde fois à Perpignan en 1943, de nouveau relâché. Le 1er mars 1944, il fut de nouveau arrêté, torturé par la Gestapo et la milice dans une geôle de l’ancienne citadelle où il mourut le 7 mars 1944, s'étant peut-être suicidé.

## Palmarès

### Joueur
Champion de France deuxième série
- en 1911 avec l'Association sportive perpignanaise (capitaine),
- en 1912 avec le Stade olympien perpignanais.

### Arbitre
Arbitre des finales du Championnat de France de rugby à XV 1921-1922 et 1922-1923.

### Entraîneur
Avec Perpignan
- Finaliste du Championnat de France de rugby à XV 1923-1924
- Vainqueur du Championnat de France de rugby à XV 1924-1925

Avec Quillan
- Finaliste du Championnat de France de rugby à XV 1927-1928 et 1929-1930
- Vainqueur du Championnat de France de rugby à XV 1928-1929

## Hommages
En 1944, le conseil municipal de Perpignan décida de nommer stade Gilbert-Brutus un des plus grands stades de la ville, consacré au rugby à XIII (actuellement utilisé par les Dragons Catalans). La ville a également donné à deux autres stades, ainsi qu'à une avenue, le nom de deux de ses contemporains rugbymen : Aimé Giral et Jean Laffon, tous deux tués à la guerre de 1914-18.